# Karbunkel
För andra betydelser, se Karbunkel (olika betydelser).
En karbunkel är en av flera furunklar (spikbölder) sammansatt infektionshärd som uppstått (oftast i nacken) genom att varbakterier kommit in i talgkörtlarna i huden. Karbunkeln kännetecknas av en rodnad och smärtsamt hård svullnad i vilken det bildas proppar av döda vävnadsceller och varceller. Den kan ge upphov till svåra smärtor, feber och även leda till blodförgiftning. För att bli av med en karbunkel krävs ibland ett kirurgiskt ingrepp, men en del fall kan även behandlas med antibiotika. 
Karbunklar förekommer främst på ryggen, låren och på baksidan av nacken. En fullstor karbunkel kan bli större än 10 cm och läcker var från flera ställen. Utöver feber, smärtor och blodförgiftning kan en karbunkel även ge upphov till symptom såsom en känsla av svaghet och utmattning samt en allmän sjukdomskänsla. Karbunklar drabbar framför allt medelålders eller äldre män som har dålig hälsa eller ett försvagat immunförsvar.